# Ken Swenson
Ken Swenson (eigentlich Kenneth Lloyd Swenson; * 18. April 1948 in Clay Center, Kansas) ist ein ehemaliger US-amerikanischer Mittelstreckenläufer, der sich auf die 800-Meter-Distanz spezialisiert hatte.
1971 siegte er bei den Panamerikanischen Spielen in Cali, und 1972 erreichte er bei den Olympischen Spielen in München das Halbfinale.
1970 wurde er über 880 Yards US-Meister und für die Kansas State University startend NCAA-Meister.

## Persönliche Bestzeiten
- 800 m: 1:44,80 min, 16. Juli 1970, Stuttgart
- 1 Meile: 3:59,1 min, 3. März 1975, Durham